# Thomas Spur
Il Thomas Spur (in lingua inglese: Sperone Thomas), è un prominente sperone roccioso antartico, che si estende dal Rawson Plateau tra il Ghiacciaio Moffett e il Ghiacciaio Tate, nei Monti della Regina Maud, in Antartide. 
Lo sperone è stato mappato dall'United States Geological Survey (USGS) sulla base di rilevazioni e foto aeree scattate dalla U.S. Navy nel periodo 1960-64.
La denominazione è stata assegnata dall'Advisory Committee on Antarctic Names (US-ACAN) in onore di Harry F. Thomas, un meteorologo che faceva parte del gruppo che passò l'inverno del 1960 alla Base Amundsen-Scott.